# Caso Convenios
El Caso Convenios —también conocido como Caso Fundaciones— es un escándalo político y un caso de malversación de fondos públicos dado a conocer el 16 de junio de 2023 por un reportaje del medio online Timeline. En él se hablaba del traspaso directo de fondos públicos a la Fundación Democracia Viva, cuyos integrantes pertenecen a la coalición oficialista del gobierno de Gabriel Boric, principalmente del partido Revolución Democrática; el reportaje también mostraba que dicha fundación operaba mediante la fragmentación de fondos públicos para evadir la fiscalización de Contraloría General de la República, con propósitos tales como la propaganda y financiamiento de la política, los que son materia de investigación judicial. El caso de Democracia Viva abrió toda una línea de investigación a otras 53 fundaciones de diferentes corrientes políticas, a lo largo del país, las que tendrían procedimientos similares. Según informes iniciales de la Fiscalía de Chile en 2023, el monto de defraudación ascendería a 14 mil millones de pesos chilenos (16,4 millones de dólares). Mientras que en 2024, la investigación se incrementó a 90 mil millones de pesos (95 millones de dólares).

## Antecedentes

### El caso cero
En agosto de 2023 la fiscalía chilena acreditó que Karina Oliva (Comunes) utilizó a la fundación Chile Movilizado para triangular dineros fiscales en su campaña electoral. El monto de esta operación asciende a los 137 millones de pesos, los que corresponderían a su candidatura a gorbernadora de la Región Metropolitana, intentando desligar su responsabilidad en los hechos. Oliva era objeto de controversia por sus gastos electorales desde 2021 debido a las elevadas sumas rendidas ante el Servicio Electoral, el cual anunció que revisaría los antecedentes evaluando una denuncia ante la fiscalía. Por su parte, el Fiscal Nacional Jorge Abbott decidió iniciar de oficio la investigación del caso.
Entre los antecedentes se encontrarían pagos a miembros del mismo partido político, pagos por servicios nunca prestados y un desayuno con organizaciones feministas, entre otros. Se suma, además, que Chile Movilizado poseía un directorio fantasma, por lo que, según testigos, era usada por Oliva para triangular dineros. La fiscalía podría formalizarla por fraude de subvenciones.

### El rol Dipres, Segpres y Minvu
En agosto de 2023 se dio a conocer que Javiera Martínez, directora de presupuesto (Dipres), eliminó durante su gestión algunas obligaciones que debían cumplir las organizaciones para la asignación de recursos. Lo anterior generó fuertes críticas desde distintos sectores políticos debido a que dicho acto facilitó las transferencias irregulares a las fundaciones cuestionadas.
Por otra parte, la oposición política del gobierno de Gabriel Boric sindicó a Giorgio Jackson como también responsable de la eliminación de requisitos para las organizaciones en la asignación de recursos mientras era ministro Segpres. En dicho ministerio tuvo a su cargo el Consejo de Auditoria Interna General de Gobierno, debilitando sus facultades fiscalizadoras.
Asimismo, se acusó también a Carlos Montes, ministro Minvu, por su actuar poco riguroso en la asignación de recursos a las fundaciones cuestionadas, siendo citado a declarar ante la justicia por aquello. En la misma línea, Montes aseguró que todos los dineros mal asignados serían recuperados por el ministerio que él dirige.

## Instituciones involucradas

### Fundaciones

#### Democracia Viva
En junio de 2023 el medio de comunicación regional chileno Timeline, mediante un reportaje, dio a conocer la existencia de convenios entre la fundación Democracia Viva y la Seremi de Vivienda y Urbanismo de Antofagasta. Dichos convenios ascendían a un total de 426 millones de pesos, siendo la fundación liderada por Daniel Andrade Andrade, a su vez, fue relacionado sentimentalmente con la diputada Catalina Pérez (RD).
Democracia Viva es ONG que obtuvo su personalidad jurídica en Ñuñoa el 25 de febrero de 2022, mientras era liderada por Emilia Ríos (RD). En junio de 2023 el ministro de justicia, Luis Cordero, comenzó una investigación con el fin de reunir antecedentes sobre la fundación de Democracia Viva. Liderada por Daniel Andrade y Catalina Pérez fue cuestinonada por la obtención de recursos públicos pese a su corta experiencia. Lo anterior de parte de la Seremi de Vivienda de la segunda región liderada por Carlos Contreras.
El 28 de junio de 2023 la Brigada de Delitos Económicos de la PDI allanó la vivienda Pérez con finalidad de recabar antecedentes relacionados al caso. Asimismo, la Contraloría General de la República, a cargo de Jorge Bermúdez, ordenó la suspensión de la toma de razón de todos los contratos celebrados entre entidades públicas y fundaciones privadas del país.
El 30 de junio de 2023 el tribunal supremo de Revolución Democrática determinó la expulsión de Daniel Andrade y Carlos Contreras de la colectividad. Contreras fue jefe de gabinete de la Catalina Pérez.
En julio de 2023, la Seremi de Vivienda y Urbanismo de Antofagasta emitió una resolución en la que pidieron la restitución del 92 % de los fondos otorgados a Democracia Viva, argumentando que solo el 8 % de dichos recursos fueron rendidos de manera correcta siguiendo la normativa legal. Ante dicho acto la fundación presentó un recurso de protección alegando arbitrariedad e ilegalidad.
En mayo de 2024, el 17° Juzgado Civil de Santiago acogió una demanda del Consejo de Defensa del Estado (CDE) y ordenó la disolución de la fundación Democracia Viva.

#### Urbanismo Social
A dos semanas de conocerse el caso de la fundación Democracia Viva —ocurrido en junio de 2023— se informó de una nueva institución involucrada, Urbanismo Social. A esta se le criticó la asignación de recursos ascendientes a 500 millones de pesos por parte de la Seremi de Vivienda de la región del Maule. Por estos hechos la Fiscalía regional inició una investigación de oficio en contra de la Seremi.
En medio de esta investigación fueron cuestionados los contratos celebrados entre Urbanismo Social y la Seremi por 109 millones de pesos. A estos se sumó una renovación del contrato suscrito en 2018 por, el entonces seremi, Rodrigo Hernández. Este fungía como director jurídico de Urbanismo Social, por lo cual debía inhabilitarse para dicho acto. Como dicha situación no ocurrió, el ministro de Vivienda y Urbanismo, Carlos Montes, le solicitó la renuncia.

#### Procultura
El caso de Democracia Viva y la investigación penal que se abrió en torno a la Seremi de Vivienda de Antofasta, puso también la atención en la Fundación ProCultura, a cargo del psiquiatra Alberto Larraín y la gestora cultural Ilonka Csillag.La fundación se defendió argumentando el peso de su trayectoria y la diversidad de sus proyectos. Sin embargo, luego se autodenunció en la fiscalía, asegurando que aceptaron las “recomendaciones” de la Seremi de Vivienda de Antofagasta de contratar personal que, sin conocimiento de la fundación, también trabajaba para el Serviu regional.
A eso se sumaron una serie de denuncias de irregularidades tanto en la asignación como en la ejecución de proyectos en otras regiones del país, incluyendo la Región Metropolitana.Desde ese momento, varias reparticiones públicas pausaron sus convenios con la fundación, lo que empezó a hacer tambalear sus finanzas.
En julio de 2023 las oficinas de la fundación en la comuna de Las Condes fueron allanadas por la policía como parte de una investigación desarrollada por el Ministerio Público, particularmente por cuatro convenios que en total suman $500 millones y en los que también se asumían irregularidades.
En noviembre de 2023 un informe de la Contraloría reveló faltas de transparencia en el proceso de asignación directa de un convenio por más de 260 millones de pesos entre el Gobierno Regional de Ñuble y ProCultura.También se encontró una asignación directa de $1.683.788.000 para el programa de prevención de suicidios Quédate del Gobierno Regional Metropolitano, encabezado por Claudio Orrego y quien es cercano a Larraín de la época en éste era alcalde de Peñalolén y Larraín trabajaba en el municipio. En el momento del contrato entre Larraín y el Gobierno Regional Metropolitano, nominación que habría sido propuesta por el propio Orrego, el psiquiatra era director de la Corporación de Desarrollo Regional y Turismo de es Gore, lo que suponía una incompatibilidad que no fue respetada.
El 17 de noviembre de 2023 ProCultura emitió un comunicado anunciando el cierre definitivo e inmediato de sus funciones, argumentando un daño irremediable a su reputación y el cierre unilateral e injustificado de los convenios sostenidos con diferentes reparticiones del Estado luego del Caso fundaciones. Diez días antes, las autoridades habían notificado que la cuenta bancaria de la fundación, cuyos dineros debían ser retenidos para ser reembolsados al Ministerio de Vivienda y Urbanismo luego de la cancelación de un convenio de $500 millones,estaba vacía.El Consejo de Defensa del Estado, que participa de la investigación, encargó al Ministerio Público revisar los movimientos de la cuenta para determinar si el retiro de dineros fue de manera paulatina o abruptamente antes del anuncio del cierre de la fundación el pasado noviembre.
En diciembre de 2023, extrabajadores de ProCultura denunciaron no haber recibido aún sus finiquitos laborales después de haber sido desvinculados  de la organización.
A julio de 2024, se habían desarrollado diligencias para investigar el vínculo de ProCultura con los gobernadores Ricardo Díaz (Antofagasta), Rodrigo Mundaca (Valparaíso), Rodrigo Díaz (Biobío), Andrea Macías (Aysén), Jorge Flies (Magallanes) y Óscar Crisóstomo (Ñuble).

#### Horizonte Ciudadano
En julio de 2023 saltó a la escena pública Horizonte Ciudadano tras revelarse que había sido acreedora de cuantiosos montos en la región del Biobío. Esta fue cuestionada por el proyecto llamado «niños, niñas y adolescentes: voces del Biobío para vivir sin violencia», el cual dictaba charlas en colegios para jóvenes desde 5.º básico a 4.º medio.
Fundación Horizonte Ciudadano es una fundación creada por Michelle Bachelet en 2018 cuyo eje funcional son centro de estudios y combate a la desigualdad. También tuvo una activa participación en la propaganda política de los plebiscitos de 2020 y 2022, el último por opción «apruebo». Tras las acusaciones, la fundación manifestó su disposición a proporcionar todos los antecedentes para la investigación, señalando que todos los traspasos de dinero entre el GORE y fundación se encuentran en regla, cumpliendo los procedimientos administrativos correspondientes.
Para el desarrollo del proyecto el Gobierno Regional del Biobío transfirió 379 millones de pesos, siendo el convenio autorizado por Rodrigo Díaz, quien ostentó los cargos de gobernador e intendente en los gobiernos de Michelle Bachelet. La Fiscalía Nacional de Chile abrió una investigación a gobernación del Biobío por los convenios con Horizonte Ciudadano.

### Estamentos públicos

#### GORE de Antofagasta
En noviembre de 2022 el Gobierno Regional de Antofagasta suscribió un convenio con la Fundación ProCultura para el pintado del casco histórico de la ciudad. Este ascendía a 629 millones y consistía en el pintado de tres fachadas de inmuebles ubicados por un total de 2400 m2. Producto de lo anterior la PDI allanó la sede gubernamental el 11 de julio de 2023.
El 28 de julio de la jefa de la subsecretaria de las Culturas y las Artes, Andrea Gutiérrez, renunció a su cargo tras un sumario administrativo por dos convenios suscritos con la Corporación para el Desarrollo de Santiago debido a que fungía como directora de ProCultura antes de su nombramiento como subsecretaria.

#### Región de La Araucanía: GORE y SEREMI de Vivienda
En julio de 2023, se abrió una investigación penal en contra del Gobierno Regional de la Araucanía, por millonarios traspasos entre este y la Fundación Local, una fundación creada en 2020 que recibió 1.200 millones de pesos para la ejecución de proyectos turísticos en la región. La Fundación no contaba con sitio web ni redes sociales, y recién arribaron en junio de 2023 a la capital regional Temuco, pese a esto el gobernador regional Luciano Rivas defendió la legalidad de los traspasos de dinero. También se reveló que el representante legal de la Fundación Local, el empresario Héctor Troncoso, es cercano a Rivas, incluso compartiendo registros de su relación en redes sociales. En medio de las acusaciones, el alcalde de Padre Las Casas Mario González confirmó un retraso en la ejecución de un plan de reciclaje adjudicado hacia la Fundación Local por 380 millones de pesos. El Consejero Regional Cristián Neira (PRCh) defendió el traspaso de recursos, indicando que "[La Fundación Local] Tiene experiencia, no le puedo decir a ciencia cierta ni en detalle, pero la tiene. La verdad es que no tiene experiencia en reciclaje específicamente, pero tiene experiencia en el tiempo. La experiencia de los años que tiene".
El 19 de julio de 2023, Radio Bío-Bío reveló en un reportaje el traspaso de 400 millones de pesos a la Fundación Espacio Coigüe, liderada por la excandidata a diputada por la región de Chile Vamos Claudia Lillo, para ejecutar el programa de capacitación y formación para dirigentes de la región. La fundación cuenta en su directorio con el sobrino de la diputada Gloria Naveillán, quien mediante un oficio solicitó información a la Contraloría, además de indicar que la fundación no tiene experiencia en capacitación. El Gobernador Rivas indicó, como en la acusación anterior, que "Está todo en regla".
El domingo 9 de julio de 2023, el diputado Andrés Jouannet (Amarillos por Chile) ofició para fiscalizar contratos suscritos entre la Seremi de Vivienda de La Araucanía y la Fundación Urbanismo Social. En el oficio se solicitó indagar el traspaso de más de $120 millones entre ambas entidades, argumentando que la ONG es cuestionada en una serie de regiones del país.

#### GORE de Los Ríos
A fines de junio de 2023, la Fiscalía Regional de la Región de Los Lagos abrió una investigación de oficio por un convenio firmado entre el GORE de la región y la Corporación Kimün, cuyo objetivo era realizar un programa de regularización a 24 meses de terrenos destinado a pequeños y medianos agricultores de la zona. El representante legal de dicha Corporación es Jaime Huincahue, rector del Instituto Profesional Los Lagos de Osorno, mientras que uno de los trabajadores era Diego Ancalao, excandidato a diputado y fallido candidato presidencial de La Lista del Pueblo para las elecciones presidenciales de 2021.
Dicha investigación se abrió en contra de 3 fundaciones, Chinquihue y Participa, además de la Corporación Kimún, quienes recibieron alrededor de 1.200 millones de pesos. En los 6 meses de ejecución, no se habían cumplido ningún de los objetivos del convenio, por lo que el GORE terminó anticipadamente el convenio con la Corporación. Además, la Corporación Kimún compró las acciones del IP Los lagos, que a su vez las vendió a la Fundación Fundelín, de propiedad de Ancalao.
Tras el GORE solicitar la restitución de los fondos traspasados, la Corporación indicó no tener ninguna posibilida de devolver dichos recursos, por lo que la Gobernación se querelló contra la Corporación Kimún por defraudación y apropiación indebida. El viernes 4 de agosto, Ancalao fue detenido en Osorno, señalando ser sólo un chivo expiatorio.

## Judicialización
El 20 de junio de 2023 los diputados republicanos Cristián Araya y Juan Irarrázaval ingresaron una querella ante el 8.º juzgado de Garantía de Santiago, en contra de la diputada por Antofagasta Catalina Pérez (RD), su pareja, Daniel Andrade y el exseremi de vivienda de Antofagasta Carlos Conteras por los eventuales delitos de fraude al fisco y cohecho agravado.
El 11 de julio de 2023 el Consejo de Defensa del Estado (CDE) anunció a través de su presidente, Raúl Letelier Wartenberg, que realizaría un análisis jurídico de la documentación proporcionada en la investigación realizada por la Fiscalía en este caso. Además vigilaría las diligencias del Poder Judicial en relación con las irregularidades en la asignación de recursos públicos.
El 26 de julio de 2023, el senador Fidel Espinoza (PS), presentó una querella criminal ante el Juzgado de Garantía de Antofagasta, con el fin de entregar todos los antecedentes y determinar responsabilidades en el caso de existir malversación de caudales públicos en la asignación de recursos en todas las instituciones implicadas en esa región.
El 7 de agosto de 2023 los diputados republicanos solicitron ante el Juzgado de Garantía de Antofagasta ampliar la querella criminal por el caso convenios. La acción judicial estaba dirigida en contra del exministro de desarrollo social, Giorgio Jackson; la directora de presupuesto, Javiera Martínez y el jefe de asesores del presidente, Miguel Crispi. El 8 de agosto la solicitud fue acogida. Asimismo, el 10 del mismo mes, el juzgado de garantía de Antofagasta acogió una solicitud de excluir a Revolución Democrática como parte querellante.
Para el 12 de agosto de 2023 el Ministerio Público llevaba a cabo 23 causas judiciales en contra de 53 entidades. Para esto se contó con mayores antecedentes, los cuales se mantuvieron bajo reserva, en donde podría haber un aumento de las organizaciones involucradas.

### Lista de investigados
El 5 de agosto de 2023 el Ministerio Público elaboró una lista de las fundaciones investigadas, ascendiente a un total de 37 organizaciones en 10 regiones del país. El 11 del mismo mes el número se elevó a 53 organizaciones en 11 regiones:
| Región             | Fundaciones involucradas | Institución | Recursos transferidos (CLP) |
| ------------------ | --- | --- | --- |
| Arica y Parinacota | Fundación para el desarrollo de las organizaciones Fundación Conecta Tea Fundación Deportiva Valcar | GORE de Arica y Parinacota | 1 299 354 000 357 500 000 287 250 000 |
| Tarapacá           | Enlace Urbano EnRed Social | GORE de Tarapacá y SEREMI de Vivienda SEREMI de Vivienda                                                                                               | 1 564 000 000 1 060 619 263 |
| Antofagasta        | Democracia Viva Urbanismo Social Urbanismo Social (Por caso Maule) ProCultura Cultural Tomarte Movimiento Fibra Fundación Comprometidos Recrea | SEREMI de Vivienda SEREMI de Vivienda y GORE de Antofagasta SEREMI de Vivienda GORE de Antofagasta SEREMI de Vivienda y GORE de Antofagasta            | 426 000 000 557 000 000 264 350 000 1 129 000 000 430 000 000 456 000 000 144 267 500 1 226 566 180                                                     |
| Atacama            | Comprometidos Visible Atacama Sueños | SEREMI de Vivienda SEREMI de Desarrollo Social | 128 000 000 160 000 000 134 000 000 |
| Valparaíso         | Asociación Gremial Red de Salas Independientes de Cine de Chile Fundación El Circo del Mundo de Chile ProCultura Corporación de Desarrollo de Santiago | Subsecretaría de las Culturas Subsecretaría de las Culturas SEREMI de Vivienda Subsecretaría de las Culturas                                           | 209 000 000 9 997 140 124 186 689 279 040 165 |
| O'Higgins          | Fundación Arquiduq | SEREMI de Vivienda | 121 000 000 |
| Biobío             | ONG Red Cultivarte Fundación para el Desarrollo Humano Cultivarte Chile Urbanismo Social Mi Hogar Asuncionista Bonhomía Horizonte Ciudadano En Ti ProCultura Club Adultos Mayores Luz y Alegría de Coronel Impulsa Biobío Educación Financiera Infocap Corporaciones Descentralizadas Taller de Manos Laboristas de Coronel Junta de Vecinos n°24 Lagunillas Coronel Club de Adultos Mayores D. Lozano Club de Adultos Mayores Brisas del Sol | GORE del Biobío SEREMI de Vivienda GORE del Biobío SEREMI de Vivienda GORE del Biobío                                                                  | 274 000 000 148 000 000 160 000 000 356 107 994 379 000 000 250 000 000 171 000 000 4 000 000 380 000 000 1 307 310 150 256 000 000 4 000 000 3 000 000 |
| La Araucanía       | Local Creseres Instituto Hernando de Magallanes Instituto Vladimir Nazor Formación Laboral FOLAB Fundación Educacional y Capacitación EDUCC Fundación Espacio Coigue Fundación Ges-Pública y Sociedad Ges Pública Ltda. Fundación Urbanismo Social Sociedad Chikawal Ltda | GORE de La Araucanía SEREMI Desarrollo Social GORE de La Araucanía SEREMI de Transportes Municipalidad de Temuco CONADI y SEREMI de educación de Ñuble | 2 113 000 000 40 000 000 3 476 000 000 419 000 000 365 120 000 421 000 000 S/I 150 000 000 442 000 000                                                  |
| Los Lagos          | Fundelin Chinquihue Participa Kiñe Fuxa Ruka Kimun Centro Universitario para la innovación Corporación Privada para la educación y el desarrollo local El Canelo Codesser Poloc Travolution | GORE de Los Lagos | S/I 1 428 000 000 1 200 000 000 1 105 000 000 647 000 000 1 024 000 000 700 000 000 500 000 000                                                         |
| Aysén              | ProCultura Democracia Viva | GORE de Aysén Universidad de Aysén | 1 673 000 000 1 000 000 |
| Magallanes         | ProCultura Hernando de Magallanes | GORE de Magallanes, SEREMI de la Vivienda y Municipalidad de Porvernir GORE de Magallanes                                                              | 52 485 000 114 000 000 |

## Reacciones

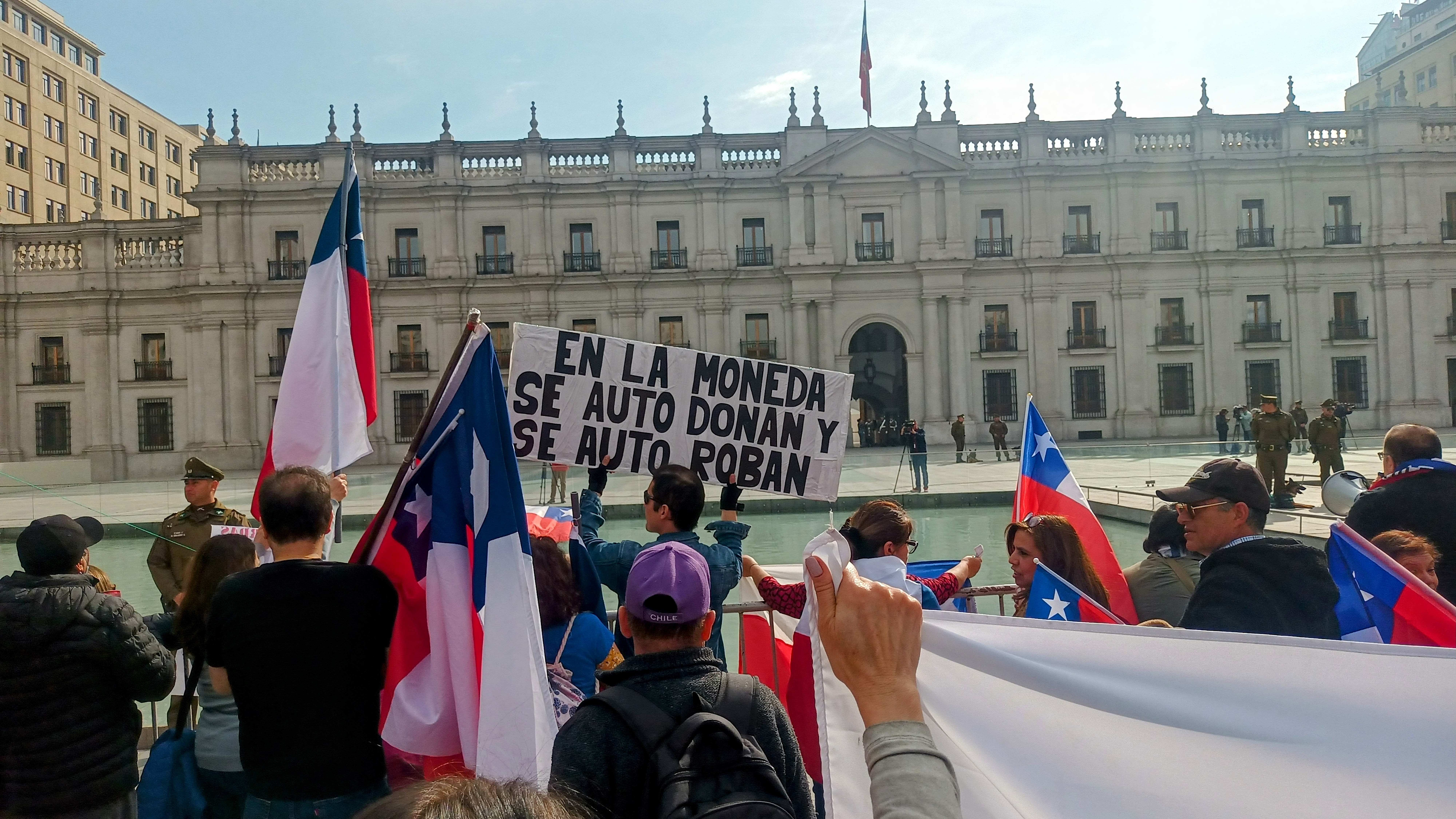
Protesta de opositores al gobierno de Gabriel Boric en la Plaza de la Ciudadanía en julio de 2023 con pancartas alusivas al caso

El 28 de julio de 2023 se convocó a una manifestación pacífica frente al Palacio de La Moneda, donde se reunió un grupo minoritario de opositores al gobierno de Gabriel Boric, quienes se autodenominan como «patriotas chilenos», vinculados a la extrema derecha, cuyos asistentes manifestaron su descontento en esta materia con consignas y pancartas alusivas al escándalo.